# Wallis, Texas
Wallis là một thành phố thuộc quận Austin, tiểu bang Texas, Hoa Kỳ. Năm 2010, dân số của xã này là 1252 người.

## Dân số
- Dân số năm 2000: 1172 người.
- Dân số năm 2010: 1252 người.